# Левинский, Дмитрий Валерьевич
Дмитрий Валерьевич Левинский (род. 23 июня 1981, Усть-Каменогорск) — российский хоккеист, нападающий.

## Биография
Родился в Усть-Каменогорске, воспитанник местного «Торпедо». В первенстве России дебютировал в сезоне 1996/97 во второй команде омского «Авангарда». В Суперлиге выступал за команды «Северсталь» Череповец (1998/99), СКА Санкт-Петербург (1999/2000, 2001/02 — 2002/03), «Амур» Хабаровск (2000/01), «Химик» Воскресенск (2003/04 — 2004/05), «Салават Юлаев» (2005/06), «Металлург» Новокузнецк (2006/07, 2007/08 — с 9 декабря 2007), «Торпедо» НН (30 августа — 9 ноября 2007).
На драфте НХЛ 1999 был выбран под № 46 во 2 раунде клубом «Чикаго Блэкхокс».
В высшей лиге и ВХЛ играл за «Рысь» Подольск и «Дмитров» (2008/09), «Югру» Ханты-Мансийск (2009/10), «Молот-Прикамье» Пермь (2009/10, 2010/11), «Ариаду-Акпарс» Волжск (2010/11), ТХК Тверь (2012/13).
Выступал за словацкий «Зволен» (2010/11), казахстанские «Иртыш» Павлодар (2011/12), «Арлан» Кокшетау (2012/13 — 2013/14), «Алматы» (2014/15).
Участник первого чемпионата мира среди юниорских команд (1999). Сыграл 11 матчей за юниорскую сборную.
Сын Артём (род. 2002) также хоккеист, воспитанник СКА.